# Gollania benguetensis
Gollania benguetensis là một loài Rêu trong họ Hypnaceae. Loài này được Broth. mô tả khoa học đầu tiên năm 1926.